# Ulla Pia
Pour les articles homonymes, voir Pia (homonymie).
Ulla Pia (née le 17 février 1945 à Copenhague et morte le 22 août 2020 dans la même ville ) est une chanteuse danoise, connue internationalement pour sa participation en 1966 au Concours Eurovision de la chanson.

## Biographie
Ulla Pia commence sa carrière en tant que chanteuse avec des groupes et orchestres à Copenhague. Dans le milieu des années 1960, elle chante avec le musicien de jazz Finn Ziegler. En 1966, elle est suggérée pour participer à la sélection danoise pour le concours Eurovision, Dansk Melodi Grand Prix. Elle interprète la chanson « Stop - mens legen er go », et à sa grande surprise, est la gagnante. Ulla Pia  déclare dans une interview qu'elle avait supposé que l'un de ses concurrents les plus connus (tels que Dario Campeotto ou Gustav Winckler), allait gagner, et sa victoire a été un choc pour elle. 
Ulla Pia participe donc au onzième Concours Eurovision de la chanson, tenu le 5 mars dans la Ville de Luxembourg. Sa chanson Stop - mens legen er aller, ne remporte que la quatorzième place sur dix-huit, malgré une belle performance dans laquelle Ulla Pia est accompagnée sur scène par deux danseurs, ce qui était inhabituel à l'époque. 
Le Danemark ne participera plus au concours Eurovision pendant plus de dix ans à la suite du retrait du radiodiffuseur DR jusqu'en 1978.
Dans les années suivant sa participation à l'Eurovision, Ulla Pia a produit plusieurs singles populaire singles au Danemark, notamment « Karina » et « Flower Power Tøj ». Elle part en tournée régulièrement dans les années 1970, mais vers la fin de la décennie, des engagements familiaux plus demandeurs et une période de mauvaise santé l'obligent à se retirer du show-business.